# Симеон Иванов (тенисист)
Вижте пояснителната страница за други личности с името Симеон Иванов.
Симеон Иванов е български тенисист.
Най-добрите му постижения на сингъл са достигане до полуфиналите на фючърса в Делхи (Индия) с награден фонд 15 000 $ и до финала на фючърса в София с награден фонд 10 000 $ през 2008 г.
През същата година е включен в отбора на България за Купа Дейвис.

## Класиране в ранглистата в края на годината
| Година | 2004 | 2005 | 2006 | 2007 |
| Сингъл | 1447 | 1286 | 925  | 749  |
| Двойки | 1752 | 1696 | 1467 | 862  |

## Финали

### Загубени финали на сингъл (1)
| Година | Турнир   | Категория       | Съперник       | Резултат |
| 2008   | София F1 | ITF FU $ 10 000 | Ивайло Трайков | 1-6 2-6  |

| Легенда   |
| FU Фючърс |

### Титли на двойки (2)
| Година | Турнир   | Категория       | Партньор          |
| 2008   | София F4 | ITF FU $ 10 000 | Тихомир Грозданов |
| -      | София F5 | ITF FU $ 10 000 | Тихомир Грозданов |

### Загубени финали на двойки (2)
| Година | Турнир      | Категория       | Партньор          |
| 2007   | Белград F2  | ITF FU $ 10 000 | Тодор Енев        |
| -      | Монастир F5 | ITF FU $ 10 000 | Тихомир Грозданов |